# تونی هادلی
تونی هادلی (به انگلیسی: Tony Hadley) (زاده ۲ ژوئن ۱۹۶۰) خواننده-ترانه‌سرا انگلیسی است.
او عضو گروه اسپاندئو بالت بود.